# Hectare
| Grotere en kleinere eenheden | Grotere en kleinere eenheden | Grotere en kleinere eenheden |
| factor                       | naam                         | symbool                      |
| ---------------------------- | ---------------------------- | ---------------------------- |
| 10−2                         | centiare                     | ca                           |
| 1                            | are                          | a                            |
| 102                          | hectare                      | ha                           |

Verbeelding van een hectare

Een hectare is een vlaktemaat. Het is een eenheid van oppervlakte van 100 m × 100 m = 10.000 m² = 1 hm² en wordt als ha afgekort.
Een hectare is een afkorting van hecto-are ofwel 100 aren. Eén are heeft een oppervlakte van 10 m × 10 m = 100 m².
Er gaan 100 hectare in 1 km². Een vierkante kilometer heeft een oppervlakte van 1.000.000 m².
De hectare en de are bestaan als eenheidsmaat sinds de invoering van het metriek stelsel in 1816. Daarvoor hanteerde men begrippen als bunder en morgen (ongeveer gelijk aan een hectare), die berekend waren op basis van in die tijd geldende lengtematen zoals: een el, een voet, een roede, een duim. De afmetingen die daarmee werden aangeduid, verschilden van plaats tot plaats en van gebied tot gebied. Deze benamingen zijn alleen nog in gebruik in de lokale spreektaal.

## Voetbalveld
In de media en in het onderwijs wordt, om de oppervlakte inzichtelijk te maken, een hectare vaak vergeleken met de grootte van twee voetbalvelden, ervan uitgaande dat één voetbalveld 100 meter lang en 50 meter breed is. Er is echter geen universele standaard voor hoe lang en breed een voetbalveld moet zijn. Verschillende voetbalkoepels hanteren vuistregels variërend van lengtes tussen de 90 en 120 meter lang en de 45 en 75 meter breed. De Koninklijke Nederlandse Voetbalbond (KNVB) heeft bijvoorbeeld bepaald dat een voetbalveld 100 tot 105 meter lang moet zijn en 64 tot 68 meter breed. De grootte van een KNVB-goedgekeurd voetbalveld varieert dus van 6.400 m² tot 7.140 m².